# Eurysternus gilli
Eurysternus gilli là một loài bọ cánh cứng trong họ Bọ hung (Scarabaeidae).